# Mattiastrum erysimifolium
Mattiastrum erysimifolium är en strävbladig växtart som beskrevs av August Brand. Mattiastrum erysimifolium ingår i släktet Mattiastrum och familjen strävbladiga växter. Inga underarter finns listade i Catalogue of Life.